# Jan Karol Billewicz
Jan Karol Billewicz herbu Mogiła (zm. w 1673 roku) – ciwun retowski w latach 1666-1673, podstoli żmudzki w latach 1652-1665, dworzanin pokojowy Jego Królewskiej Mości.
Był członkiem antyszwedzkiej konfederacji szlachty żmudzkiej, zebranej na pospolite ruszenie w Szadowie 3 czerwca 1656 roku. 
Poseł sejmiku rosieńskiego na sejm 1665 roku<ref[[>Stefania Ochmann-Staniszewska]], Zdzisław Staniszewski, Sejm Rzeczypospolitej za panowania Jana Kazimierza Wazy. Prawo – doktryna – praktyka, tom II, Wrocław 2000, s. 383.</ref>. Poseł na sejm konwokacyjny 1668 roku z Księstwa Żmudzkiego. Był członkiem konfederacji generalnej zawiązanej 5 listopada 1668 roku na tym sejmie. Był elektorem Michała Korybuta Wiśniowieckiego z Księstwa Żmudzkiego w 1669 roku.